# Сельское поселение «Деревня Цветовка»
Сельское поселение «Деревня Цветовка» — упразднённое в 2013 году муниципальное образование в составе Барятинского района Калужской области России.
Центр — деревня Цветовка.
В 2013 году сельские поселения«Деревня Бахмутово», «Деревня Дегонка» и «Деревня Цветовка» — объединены во вновь образованное сельское поселение «Деревня Бахмутово».

## Население
| 2010 | 2012 | 2013 |
| ---- | ---- | ---- |
| 245  | ↘226 | ↗229 |

## Состав
В поселение входят 10 населённых мест:
- деревня Цветовка
- деревня Аскерово
- деревня Бельская
- деревня Зайцева Гора
- деревня Зубровка
- деревня Марино
- село Милятино
- станция Милятинский Завод
- деревня Орловка
- деревня Сининка